# Азиатская (станция)
Азиатская — пассажирская станция Свердловской железной дороги на однопутной линии Чусовская — Гороблагодатская, в посёлке Азиатская Кушвинского муниципального округа Свердловской области России.
На станции есть небольшой деревянный вокзал с комплексом хозяйственных зданий и водонапорная башня XIX века. Посадочных перронов два. На станции останавливается электричка Нижний Тагил — Чусовская. Через станцию Азиатскую транзитом следуют пассажирские поезда: 84Е/84М «Приобье — Серов — Москва — Приобье», 49/50 «Екатеринбург — Нижний Тагил — Москва — Екатеринбург», 603/604 «Екатеринбург — Соликамск — Екатеринбург».

## История
Станция Азиатская была открыта 1 октября 1878 году при открытии последнего участка Уральской горнозаводской железной дороги. При станции был построен железнодорожный посёлок. Станция использовалась для сортировки составов и погрузки древесины. Сейчас станция служит для местных жителей и дачников, а также в качестве разъезда поездов и сортировки составов.